# Pleospora eustegia
Pleospora eustegia är en svampart som först beskrevs av Mordecai Cubitt Cooke, och fick sitt nu gällande namn av Pier Andrea Saccardo 1883. Pleospora eustegia ingår i släktet Pleospora och familjen Pleosporaceae.   Inga underarter finns listade i Catalogue of Life.